# Die Kette (1977)
Die Kette ist ein deutscher Fernsehzweiteiler aus dem Jahr 1977. Er gehört zu der Reihe von Durbridge-Filmen, die seit 1959 in Deutschland zu Straßenfegern wurden. Regisseur des für den SWF gedrehten Films war Rolf von Sydow.

## Handlung
Tom Dawson wird von einem Golfball von Peter Newton tödlich am Kopf getroffen. Sein Sohn Harry Dawson, ein beurlaubter Inspektor von Scotland Yard, glaubt nicht an ein Unglück. Er verabredet sich daher mit Peter Newton, findet diesen jedoch nur noch vor dessen Wohnung ermordet in seinem Auto vor. Für Chefinspektor Yardley und Inspektor Nat Fletcher fällt der Verdacht nun auf Harry Dawson. In die Angelegenheit scheint jedoch auch Dawsons Haushälterin Mary Rogers verwickelt zu sein, deren Pudel samt einem besonderen Halsband kürzlich entlaufen war und nun bei Sybill Conway und Arnold Conway wieder aufgetaucht ist. Als Finderlohn unterzeichnet Harry Dawson einen Scheck, der später in der Wohnung des ermordeten Peter Newton gefunden wird. Harry Dawsons private Ermittlungen führen dabei auch zu Heaton, dem Verkäufer des Halsbandes. Zur Lösung trägt schließlich eine Freundin Peter Newtons, Judy Black, bei. Sie weiß offenbar mehr über die Hintermänner und einen Mann mit dem Pseudonym „Tam Owen“. Es offenbart sich ein Netzwerk eines Callgirlrings.

## Hintergrund
Der Zweiteiler wurde in der ARD erstmals am 18. und 20. Dezember 1977 in zwei etwa 90 Minuten langen Folgen ausgestrahlt. Die Einschaltquoten lagen bei über 70 % Marktanteil, was damit zur höchsten Quote 1977 führte.
Harald Leipnitz übernahm nach Die Schlüssel (1965) ein weiteres Mal die Hauptrolle in einer Durbridge-Verfilmung.
Rolf von Sydow hat bereits die Regie bei den beiden weiteren deutschen Durbridge-Fernsehverfilmungen der 70er Jahre Das Messer und Wie ein Blitz übernommen.
Nachdem vorherige deutsche Durbridge-Fernsehverfilmungen stets mindestens dreiteilig waren, handelte es sich bei Die Kette lediglich um eine zweiteilige Verfilmung. Bei späteren Fernsehverfilmungen verzichtete man komplett auf Mehrteiligkeit.
2025 erschien der Roman neu übersetzt unter dem Titel Die Kette oder Ein mörderisches Spiel. Die Ausgabe enthält auch auf 130 Seiten die Produktionsgeschichte des Films.